# Campionati del mondo di ciclismo su pista 1953
I Campionati del mondo di ciclismo su pista 1953 (en.: 1953 UCI Track World Championships) si svolsero a Zurigo, in Svizzera.

## Medagliere
| #      | Nazione     | Oro | Argento | Bronzo | Totale |
| ------ | ----------- | --- | ------- | ------ | ------ |
| 1      | Italia      | 2   | 3       | 1      | 6      |
| 2      | Paesi Bassi | 1   | 0       | 1      | 2      |
| 3      | Belgio      | 1   | 0       | 0      | 1      |
| 3      | Australia   | 1   | 0       | 0      | 1      |
| 5      | Francia     | 0   | 1       | 1      | 2      |
| 6      | Danimarca   | 0   | 1       | 0      | 1      |
| 7      | Germania    | 0   | 0       | 1      | 1      |
| 8      | Regno Unito | 0   | 0       | 1      | 1      |
| Totale | Totale      | 5   | 5       | 5      | 15     |

## Sommario degli eventi
| Eventi                            | Oro                        | Prestazione | Argento                      | Prestazione | Bronzo                      | Prestazione |
| Uomini Professionisti             |                            |             |                              |             |                             |             |
| Velocità dettagli                 | Arie van Vliet Paesi Bassi |             | Enzo Sacchi Italia           |             | Reg Harris Regno Unito      |             |
| Inseguimento individuale dettagli | Sid Patterson Australia    |             | Kay-Werner Nielsen Danimarca |             | Antonio Bevilacqua Italia   |             |
| Derny dettagli                    | Adolph Verschueren Belgio  |             | Roger Queugnet Francia       |             | Henri Lemoine Francia       |             |
| Uomini Dilettanti                 |                            |             |                              |             |                             |             |
| Velocità dettagli                 | Marino Morettini Italia    |             | Cesare Pinarello Italia      |             | Werner Potzernheim Germania |             |
| Inseguimento individuale dettagli | Guido Messina Italia       |             | Loris Campana Italia         |             | Daan de Groot Paesi Bassi   |             |